# Mihin Lanka
Mihin Lanka (singhalesisch මිහින් ලංකා) war eine sri-lankische Billigfluggesellschaft mit Sitz in Colombo und Basis auf dem Bandaranaike International Airport. Sie war neben SriLankan Airlines die zweite Staatsfluggesellschaft.

## Geschichte
Mihin Lanka wurde als staatliche Billigfluggesellschaft 2006 gegründet und nahm am 14. April 2007 den Flugbetrieb auf. Sie wurde gegründet, um der einheimischen Bevölkerung günstige Flüge anzubieten, die vom Preis her erschwinglich sind. Auf dem Streckenplan standen anfangs Ziele in Indien und Arabien. Sie flog mit zwei geleasten Flugzeugen der Airbus-A320-Familie, einer von der türkischen BestAir geleasten A321 und einer von der bulgarischen BH Air gemieteten A320, wobei die von BestAir gemietete A321 bereits Anfang 2008 wegen unbezahlter Leasingraten vom Leasinggeber zurückgeholt wurde. Kurz darauf im April 2008 wurde wegen desselben Grundes das einzige verbliebene Flugzeug von Mihin Lanka von der Leasinggesellschaft ebenfalls außer Landes gebracht und die hoch defizitäre Gesellschaft wegen Flugzeug-Mangels gegroundet. Kurz danach sollte ein Neustart mit einem leicht veränderten Konzept stattfinden, der hauptsächlich wegen fehlender Flugzeuge verhindert wurde. Das Personal wurde ebenfalls nicht bezahlt.
Im Juni 2008 gelang es, einen gut 19 Jahre alten Airbus A320-200 im Leasing aufzutreiben. Jedoch wurde diese Maschine nie in Betrieb genommen und der Mietvertrag wieder gekündigt. Der Neustart der Billigfluggesellschaft wurde schließlich am 1. Januar 2009 mit einer von der niederländischen Transavia betriebenen Boeing 737-800 durchgeführt. Erneut war die Gesellschaft nicht erfolgreich und extrem defizitär, so lag der Sitzladefaktor Anfang des Jahres bei gerade einmal knapp einem Viertel, teilweise starteten Flüge ohne Passagiere. Der Verlust betrug täglich ungefähr eine Million ₨.
Die Boeing 737-800 wurde im April durch einen geleasten Airbus A320-200 ersetzt, der von der SriLankan Airlines stammte und 1991 gebaut wurde. Ende 2009 folgte eine weitere A320-200 in die Flotte der Mihin Lanka. Die somit kurzfristig auf zwei Flugzeuge angewachsene Flotte der Billigfluggesellschaft wurde kurz darauf wieder auf ein Flugzeug gekürzt, als der von SriLankan im April 2009 übernommene Airbus A320 ausgemustert wurde. Zum Ende des Jahres 2010 wurde jedoch ein Airbus A321-200 in die Flotte integriert.
Weiterhin war die Fluggesellschaft ein unwirtschaftliches Unternehmen, seit der Betriebsaufnahme im Jahr 2007 sollen für die sehr kleine Fluggesellschaft bis zum 31. Januar 2012 Verluste in Höhe von 8,3 Milliarden ₨ angefallen sein. Andere Quellen sprechen von höheren Verlusten bei der Fluggesellschaft in Höhe von 13 Billarden ₨.
Im September 2016 wurde bekannt, dass die unwirtschaftliche Fluggesellschaft im Oktober 2016 den Flugbetrieb einstellen wird. Zwei der Flugzeuge gehen an SriLankan Airlines, bei zwei weiteren läuft der Leasingvertrag ohnehin aus.

## Flugziele
Mihin Lanka flog von Colombo eine Handvoll Flugziele an. Das Hauptaugenmerk lag auf Zielen im Nahen Osten, die dem Arbeiterverkehr dienten, sowie nach Indien. Daneben bestanden auch Routen nach Südostasien.

## Flotte

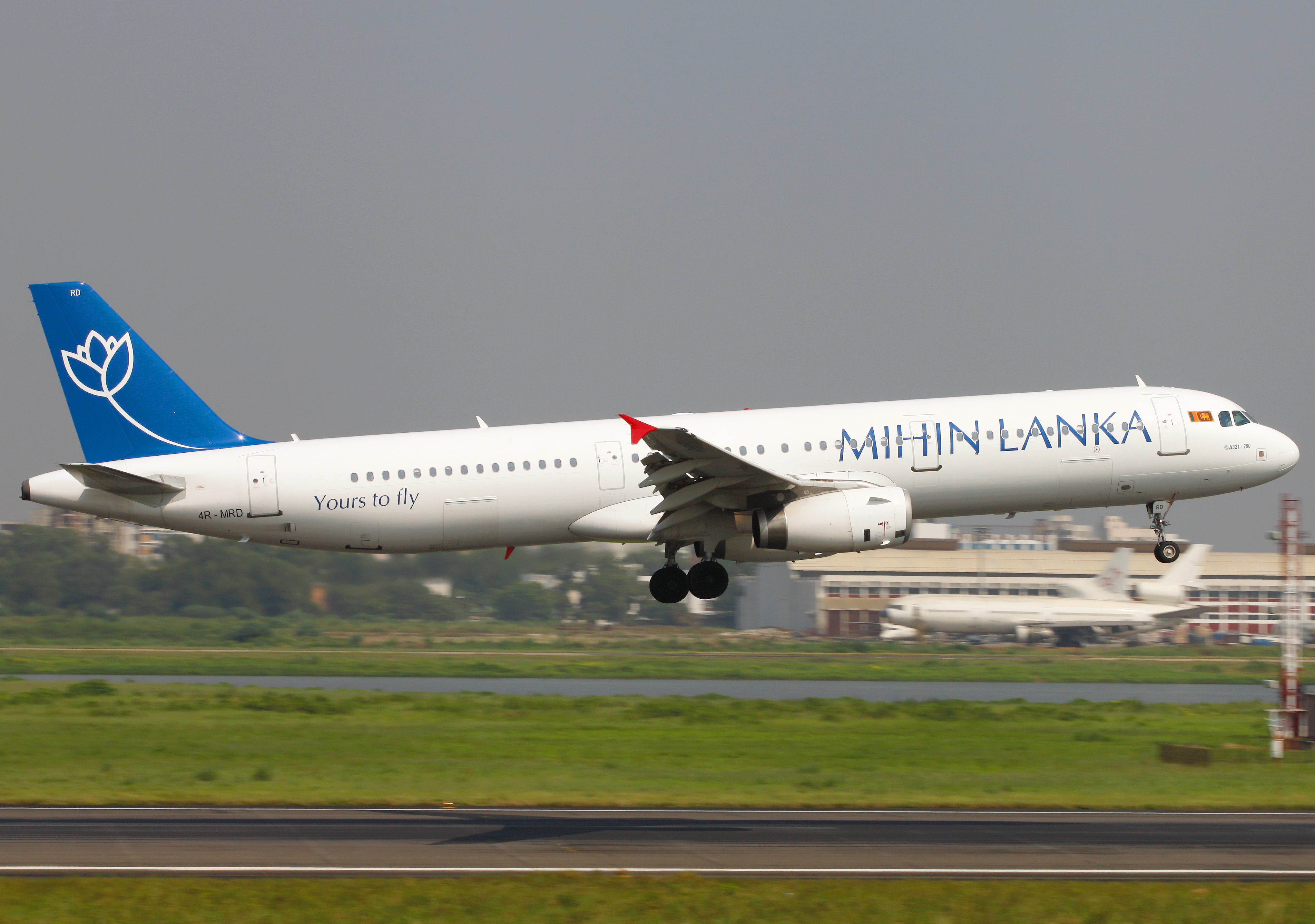
Airbus A321-200 der Mihin Lanka

Mit Stand September 2016 bestand die Flotte der Mihin Lanka aus vier Flugzeugen mit einem Durchschnittsalter von 11,5 Jahren:
| Flugzeugtyp     | Anzahl | bestellt | Anmerkungen        |
| --------------- | ------ | -------- | ------------------ |
| Airbus A319-100 | 1      |          | geleast von ALC    |
| Airbus A320-200 | 1      |          | geleast von ILFC   |
| Airbus A321-200 | 2      |          | 1 geleast von ILFC |
| Gesamt          | 4      | –        |                    |